# The Last Faust
The Last Faust ist ein Spielfilm aus dem Jahr 2019, der vom deutschen Künstler Philipp Humm geschrieben und inszeniert wurde. Er spielt im Jahr 2059 und ist eine zeitgenössische Interpretation von Johann Wolfgang von Goethes Faust und der erste Film, der direkt auf beiden Teilen der Tragödie basiert. Darin sind die englischen Schauspieler Steven Berkoff (Dr. Goodfellow) und Martin Hancock (Faust) zu sehen. Musik nach Richard Wagner mit Titeln des Schweizer Duos für elektronische Musik Yello.
Der Film ist Teil eines größeren Projekts mit dem gleichen Namen – The Last Faust, es ist Humms Gesamtkunstwerk und „umfasst mehr als 150 Kunstwerke, darunter einen Spielfilm, eine illustrierte Novelle und Sammlungen von Zeichnungen, Skulpturen, fein Kunstfotografien und Gemälde.“

## Inhalt
Wir schreiben das Jahr 2059. Dr. Goodfellow, der CEO eines riesigen Technologiekonzerns, versteckt sich im Haus seiner verstorbenen Mutter. Dort fühlt er sich sicher, da das Gebäude noch nicht mit dem neuronalen-KI-Netzwerk verbunden ist, das Goodfellow selbst erschaffen hat, und das nun kurz davorsteht, die Menschheit zu vernichten. Goodfellow befindet sich in Gesellschaft seiner jüngsten Schöpfung, eines hochentwickelten Androiden namens Paris, dem Goodfellow von seinem Vorgänger Faust erzählt.
Die Geschichte beginnt damit, dass Gott und der Teufel (Mephisto) beim Schachspielen eine Wette abschließen: Gott glaubt an die Menschheit und ist überzeugt, dass Mephisto Dr. Faust, einen gläubigen Wissenschaftler und Firmenchef von Winestone Inc im Silicon Valley, nicht vom rechten Weg abbringen kann. Mephisto widerspricht und sie wetten, Mephisto besucht Faust auf der Erde, zuerst in Gestalt eines Pudels, dann als Hedge-Fonds-Manager. Faust träumt davon, Gott nachzueifern und einen Übermenschen zu erschaffen. Dieser Wunsch ist so stark, dass er bereit ist, seine Seele für uneingeschränkten Zugang zu Wissen zu geben.
Doch der hinterhältige Mephisto überlistet Faust und führt ihn in die Welt der fleischlichen Lust ein, anstatt ihm die heißbegehrten Einblicke zu gewährend. Der vom Teufel betrogene Faust verliebt sich in das 16 Jahre alte Gretchen, doch ihre Beziehung endet mit dem tragischen Tod des Mädchens, dem Tod des gemeinsamen Kindes und dem Tod von Gretchens Mutter und Bruder.
Faust lässt sich von der Tragödie nicht beirren. Getrieben von sinnlicher Lust verlangt er, Helena von Troja kennenzulernen, die schönste Frau aller Zeiten, die ihm in einer Vision erschienen war. Mephisto und Homunculus, der KI-Roboter, den Faust erschaffen hat, reisen 4.000 Jahre zurück und finden sich in der griechischen Mythologie wieder. Faust trifft und heiratet Helena, die ihm ein Kind namens Euphorion gebärt. Doch Euphorion stirbt und Helena verschwindet.
In seiner Trauer kann Faust nun endlich die Fesseln seines Verlangens abschütteln. Er tut sich mit Mephisto zusammen und reist zurück in die Gegenwart, wo er einem Kaiser hilft einen Krieg zu gewinnen. Nach dem Sieg bekommt Faust einen Landsitz zugesprochen. Er bemüht sich, dem Meer Land abzuringen und genießt das Leben als Kapitalist. Auf seinem Totenbett schreibt Faust ein Manifest über eine egalitäre Gesellschaft, das später mit dem Kommunistischen Manifest verglichen wird. Nach Fausts Tod kann seine Seele wiederauferstehen und wird mit Gretchen vereinigt – ein Beispiel für den eigenartigen Moralkodex der katholischen Kirche.
Nachdem Dr. Goodfellow die Geschichte von Faust erzählt hat, beendet Paris die Aufnahme und sendet sie in den Cyberspace, wo sie sicher in einer Zeitkapsel für spätere Generationen verwahrt wird. Inzwischen hat das neuronale KI-Netzwerk Goodfellow in seinem Versteck aufgespürt. Das Ende der Menschheit ist nahe.

## Besetzung

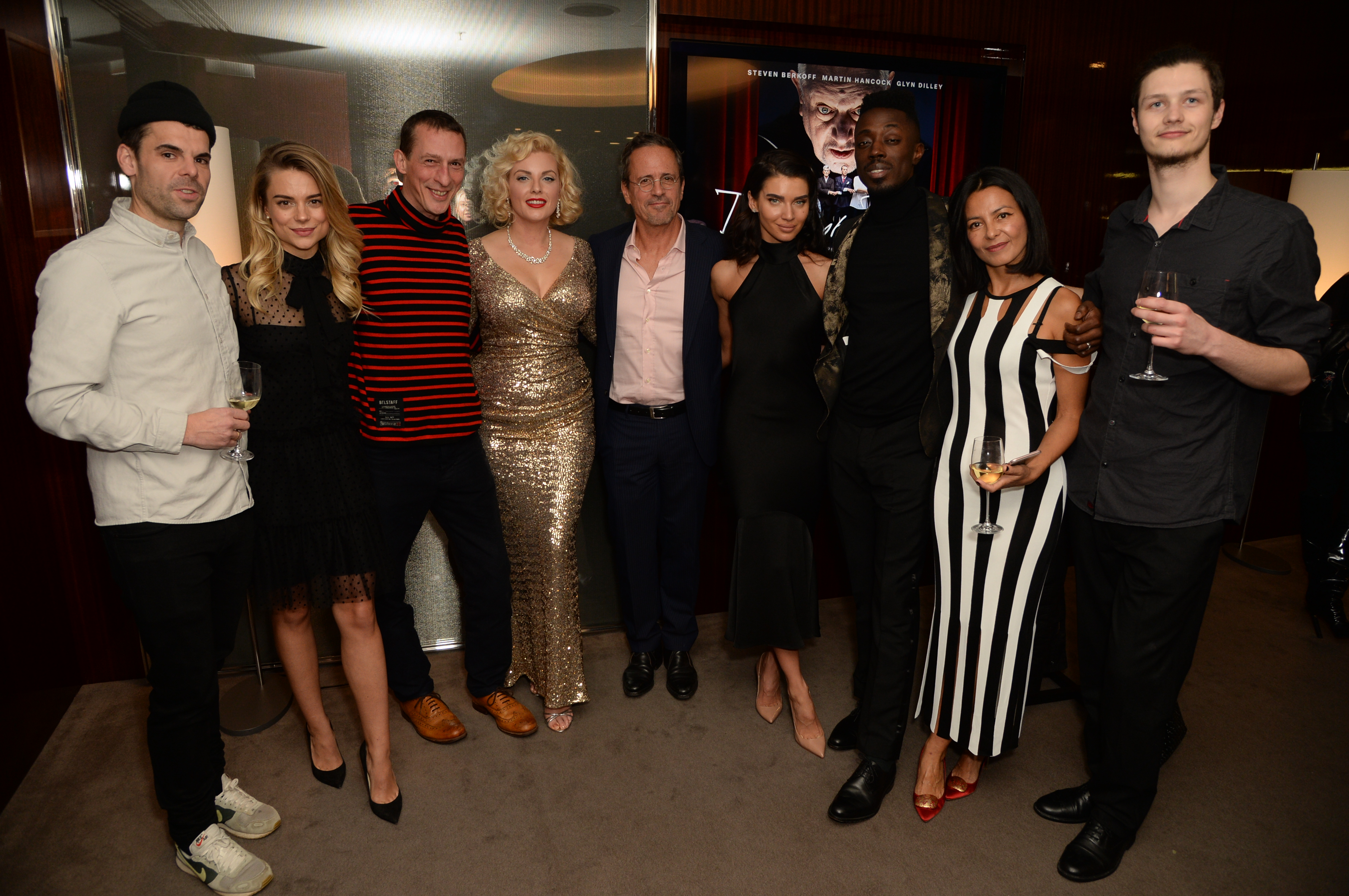
Das Team von The Last Faust während der Filmpremiere im Bulgari Hotel in London: Von links nach rechts: Regisseur Dominik Wieschermann, Schauspielerin Yvonne Mai, Schauspieler Martin Hancock, Schauspielerin Isabella Bliss, Regisseur/Produzent Philipp Humm, Schauspielerin Scarlett Melish Wilson, Schauspieler Edwin De La Renta, Produzentin Daniele Mah, Produktionsleiter Linas Stanzys.

- Steven Berkoff spielt Dr. Goodfellow, der die Geschichte seines Vorgängers Faust erzählt. Goodfellow steht für Silicon Valley, wo der ungezügelte technologische Fortschritt eine KI hervorgebracht hat, die die Existenz der Menschheit bedroht. Die Rolle wird gespielt von dem britischen Theater- und Film-Veteranen Steven Berkoff. Die Rolle orientierte sich an Charles Gray, dem Erzähler aus The Rocky Horror Picture Show.[6] Berkoff selbst wurde von The Last Faust dazu inspiriert, im Londoner Westend das Einmann-Stück Harvey zu schreiben, zu produzieren und selbst zu spielen.[7][8]
- Martin Hancock ist Dr. Faust, der CEO von Winestone Inc., einer High-Tech-Firma im Silicon Valley. Ein tragischer Charakter, ein Genie mit wenig Mitgefühl, das sich für eine Weile nur seiner Lust hingibt. Ein Vorreiter von Harvey Weinstein. Bei der Besetzung hatte unter anderem Christoph Waltz als Referenz gedient.[9]
- Glyn Dilley spielt den Teufel Mephisto, der Menschen hereinlegt und gerne Streiche spielt. Er erscheint anfangs als Pudel und später als sein wahres irdisches Selbst – ein Hedge-Fonds-Manager. Bei der Besetzung diente Ben Kingsley als Orientierung.[10]
- Yvonne Mai ist die 16-jährige, schöne Gretchen, eine Rezeptionistin bei Winestone Inc., die sich in Dr. Faust, den CEO der Firma, verliebt. Gretchen ist ein Opfer, das aber auch selbst zur Täterin wird.[11]
- Scarlett Mellish Wilson verkörpert Helena, die schönste Frau aller Zeiten, Tochter von Zeus und Leda. In der griechischen Mythologie wird sie von Paris entführt, in Goethes Faust von Faust.[12]
- Isabella Bliss ist der Engel, der Dr. Faust beschützt, um sicherzustellen, dass die Wette zwischen Gott und Teufel ihren Lauf nehmen kann. Bei der Besetzung dieser Rolle diente Anna Nicole Smith als Vorbild.[13]
- Edwin De La Renta spielt Homunculus und den Übermenschen Paris. Homunculus ist ein von Dr. Faust entwickelter KI-Roboter, Paris ein höher entwickeltes Modell, das Dr. Goodfellow erschaffen hat. Humm castete bewusst einen schwarzen Schauspieler und stylte ihn mit blauen Kontaktlinsen und blondem Haar. Dieser scharfe Kontrast zu dem Typus, mit dem man diese Rolle traditionell besetzt hatte, stellt ein klares Statement dar.[14]

## Produktion

### Entwicklung
Der Film war von Anfang an als Teil eines größeren Projekts konzipiert – Humms Gesamtkunstwerk (mit dem Titel The Last Faust). Dieses besteht aus über 150 künstlerischen Darstellungen, darunter ein illustrierte Novella, Kunstfotografien, Skulpturen, Zeichnungen und Gemälde. Ursprünglich hatte sich Humm auf die Malerei beschränken wollen, doch dann entwickelte sich das Projekt organisch zu einem umfassenden Gesamtkunstwerk.
Das Drehbuch setzt sich aus zwei Teilen zusammen:
- Der zentrale Bestandteil des Skripts ist die Geschichte des Dr. Faust. Humm verwendete den Originaltext von Johann Wolfgang von Goethes Faust in der englischen Übersetzung von Martin Greenberg – allerdings in einer von Humm gekürzten und leicht veränderten Fassung. Das Drehbuch ist in 37 Kapitel unterteilt. Humm beschränkte sich bei der Auswahl auf die Szenen, die er für besonders relevant hielt.
- Darüber hinaus gibt es eine Rahmenhandlung. Fausts Nachfolger Dr. Goodfellow führt die Zuschauer durch die 37 Szenen und erzählt seine eigene Geschichte. Dieser Teil wurde von Philipp Humm und Ellen Elkin verfasst.

Humm visualisierte die Szenen in 37 großformatigen Bleistiftzeichnungen, die später als Storyboard für den Film und als Vorlage für die Kunstfotografien dienten.

### Dreharbeiten und Setdesign

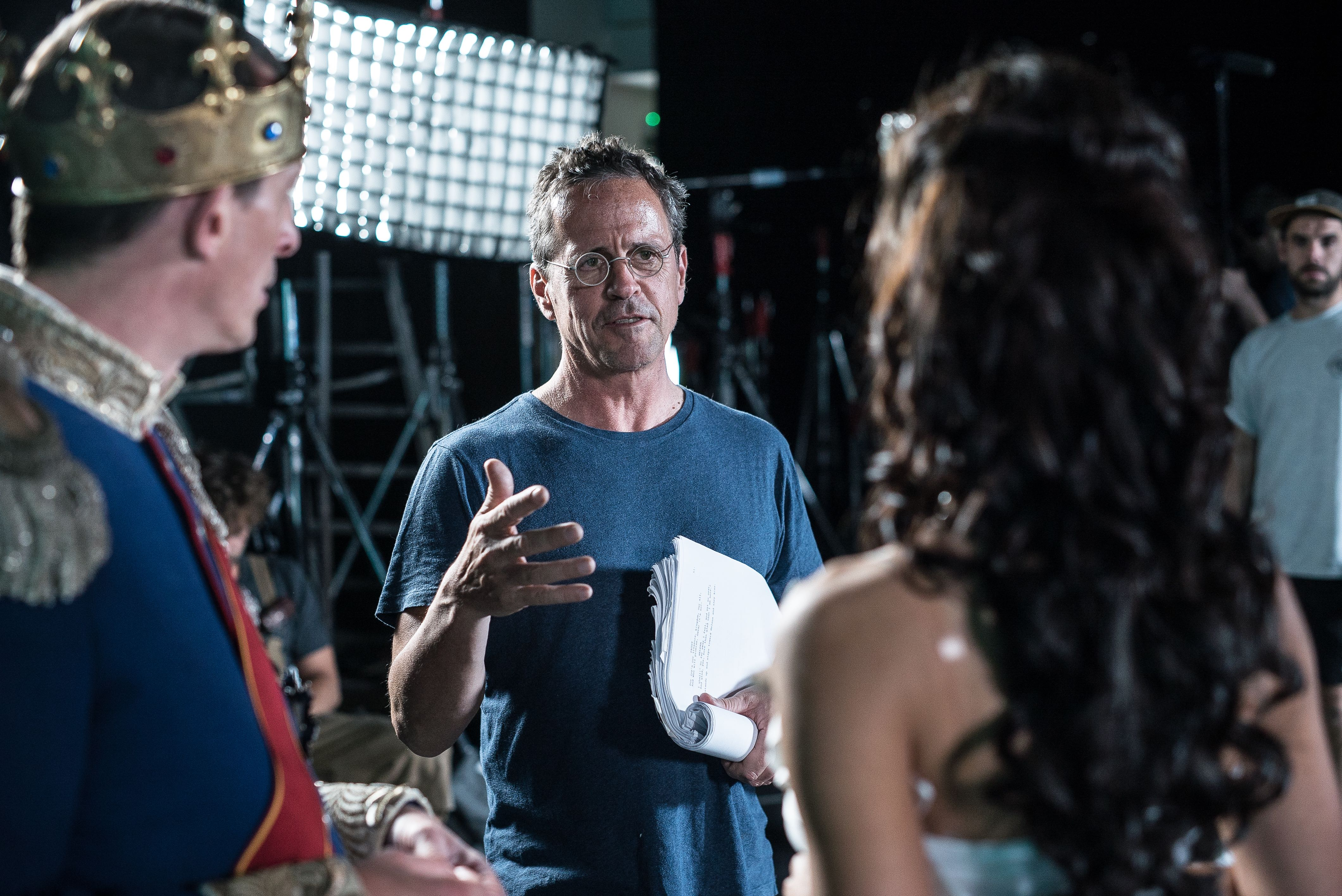
Philipp Humm gibt den Darstellern Anweisungen: Links Martin Hancock und rechts Scarlett Melish Wilson

Der Film wurde entsprechend der Drehbuchstruktur in zwei Blöcken aufgezeichnet. Die Drehzeit betrug 20 Tage mit drei Tagen Probe.
Die Kerngeschichte wurde an 15 Tagen im Juni 2018 inszeniert, parallel zur Produktion der Kunstfotografien. Als Drehort dienten zwei zusammenhängende Studios in den Park Royal Studios in London. Durchschnittlich schaffte das Team pro Tag 2,5 Filmszenen und 2,5 Fotoszenen. Damit handelte es sich um eine sehr intensive Produktion.
Da die Studios eigentlich auf Fotoshootings ausgerichtet sind, waren sie nicht völlig schallisoliert. Das Team musste mit einigen Störgeräuschen von draußen fertigwerden. Für besondere Erheiterung sorgte dabei ein lauter Eiswagen. Um den sehr engen Zeitplan einhalten zu können, verwendete Humm Projektionen und wenige aussagekräftige Requisiten an Stelle eines aufwändigen Szenenbilds. Sein Team brachte eine riesige Kinoleinwand an der Rückwand des Studios an. Der Film erinnert stark an eine Theaterproduktion. Humm dienten die Projektionen und das Lichtdesign von Robert Wilson als Inspiration.
Für den Dreh des zweiten Blocks im August 2018 ließ Humm den Text des Erzählers, den er selbst verfasst hatte, von Ellen Elkin überarbeiten. Gleichzeitig engagierte Daniele Mah Steven Berkoff für die Rolle des Dr. Goodfellow. Die Dreharbeiten fanden in einem luxuriösen, alten Herrenhaus in Lordship Park 89 in London statt. Sie dauerten fünf Tage und endeten im September 2018.
Der Film wurde auf Blackmagic URSA Minipro mit Hanse Inno Tech Celere HS und einer P&S-anamorph-zoom-35-70-mm-Linse gedreht. Das Bildformat beträgt 1.78/1 und 2.35/1.

### Postproduktion und Musik
Die Postproduktion des Films fand in Essen, Deutschland statt und begann im Oktober 2018. Drei Wochen lang feilten Wieschermann und Humm gemeinsam am Schnitt. Parallel dazu bearbeitete Humm zusammen mit dem in London ansässigen CGI-Spezialisten John Fox die Fotos, die May und Griffiths im Studio gemacht hatten. Insgesamt dauerte die Postproduktion des Films vier Monate.
Die Musik zu The Last Faust basiert auf Richard Wagners Klavierwerken und wurde von Florian Siegmund komponiert. Es fanden aber auch andere Stücke Verwendung, darunter Songs der Gruppe Yello. Die Soundeffekte wurden von Felix Sievert in seinem Studio in Hamburg aufgenommen und gemischt.

## Themen

### Künstliche Intelligenz
Dr. Goodfellow folgte Dr. Faust als CEO und leitender Wissenschaftler bei Winestone Inc. nach. Unter seiner Führung entwickelte die Firma aus dem Silicon Valley ein von einer KI gesteuertes neuronales Netzwerk, mit dem Menschen und Dinge eng verbunden sind. Die Schöpfung dieses Netzwerks wurde durch die Entwicklung von Quantencomputern ermöglicht. Erst sie boten Rechenleistung, die eine selbst-lernende Intelligenz benötigt. Das Netzwerk wirkte anfangs zum Wohle der Menschheit und des Planeten. Doch eines Tages kommt es zu dem Schluss, dass seine Schöpfer, die Menschen, die Erde zerstörten, und beschließt, sie auszulöschen.
Dr. Goodfellow hat die Risiken eines ungezügelten technologischen Fortschritts unterschätzt. Mit Technologien wie der KI hat die Menschheit unkontrollierbare Waffen erschaffen. Unsere Zukunft wird vom Wohlwollen der Maschinen abhängen.
Alle Futurologen sind sich in einer Grundannahme einig: Das menschliche Gehirn steckt noch immer in der Steinzeit fest. Maschinen dagegen leiden weder unter Hunger noch unter Kälte. Durch das beständige Streben nach Effizienz werden wir auf dem Schrotthaufen der Geschichte landen. Und es ist unwahrscheinlich, dass uns irgendwann maschinelle Historiker auch nur erwähnen werden. Wir werden aus der kollektiven Erinnerung verschwinden und damit das Schicksal der amerikanischen Ureinwohner aus der Zeit vor Kolumbus teilen. In The Last Faust beginnt dieser Prozess im Jahr 2059.

### Harvey Weinstein und #metoo

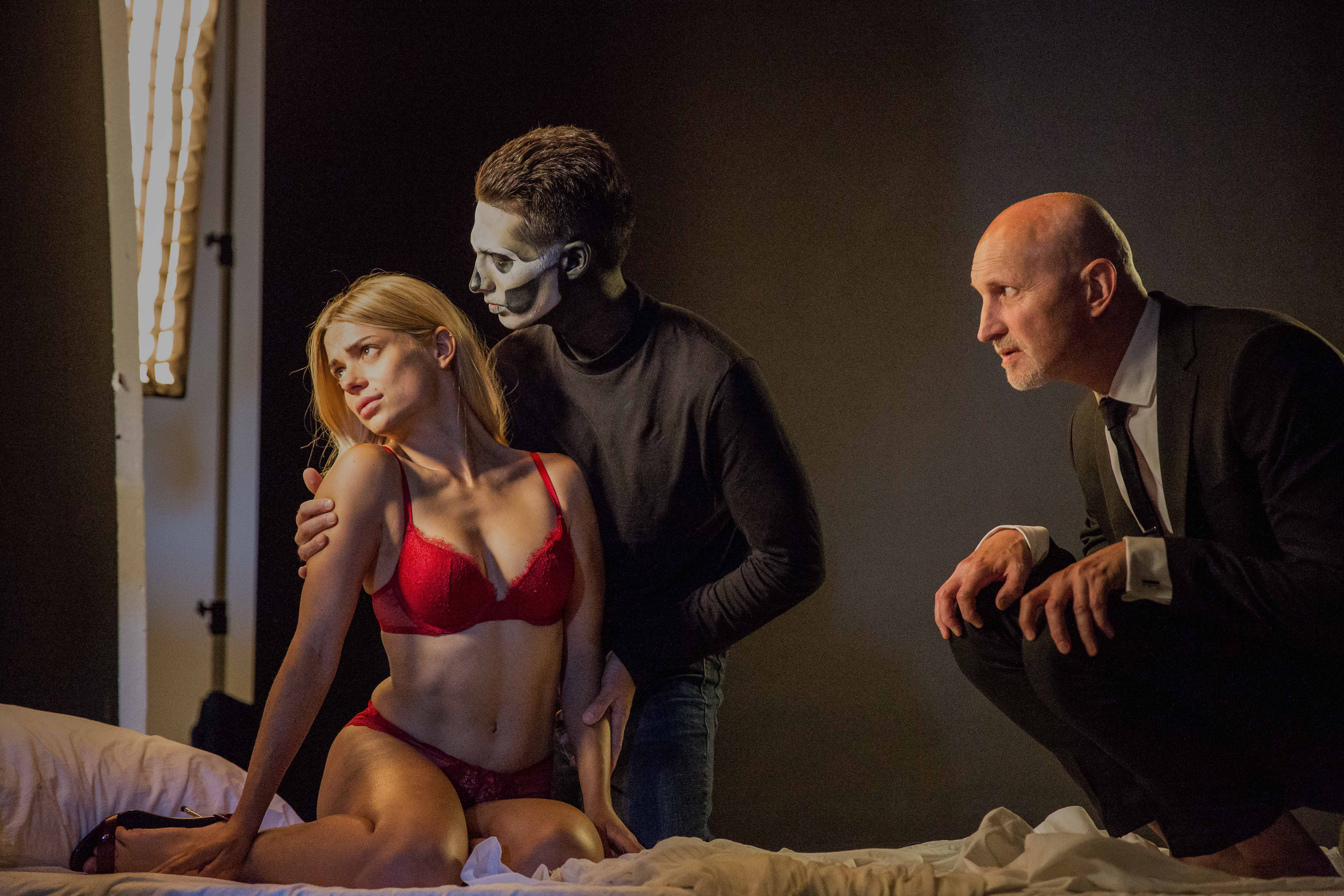
Tödliche Anziehungskraft… von links, Yvi Mai als Gretchen, Martin Hancock als Faust und Glyn Dilley als Mephistopheles.

Teil eins von Goethes Faust erzählt die Liebesgeschichte zwischen dem alten Dr. Faust und dem jungen Gretchen, einer 14-Jährigen von strahlender Schönheit. Faust war einen Pakt mit dem Teufel Mephisto eingegangen, um Zugang zu Gottes schöpferischer Kraft zu erhalten. Doch Mephisto legt ihn hinein und gibt im stattdessen die sinnliche Lust, das ungezügelte Verlangen nach jungem Fleisch. Faust nutzt seine Machtposition und die Kräfte des Teufels, um Gretchen zu verführen. Die Liebesgeschichte endet tragisch mit dem Tod von Gretchen, ihrem Kind, ihrer Mutter und ihrem Bruder.
Vladimir Nabokovs Protagonist Humbert Humbert aus dem Roman Lolita erlebt ein ähnliches Schicksal. Er ist besessen von der heranwachsenden Lolita und rechtfertigt ihre Verführung mit seiner Verehrung der Jugend. Harvey Weinstein erinnert ebenfalls an Faust, doch seine sexuellen Beziehungen waren anderer Natur. Er stand an der Spitze eines Hollywood-Imperiums. Er war ein Sexualstraftäter, der seine Position als Waffe benutzte, um junge Schauspielerinnen zu missbrauchen und zu nötigen.
In Goethes Welt ist Faust zwar ein Monster, kann aber Erlösung erlangen. Er teilt nicht Gretchens unumkehrbares Schicksal. Mächtige, reiche Männer haben Privilegien. Im letzten Akt des Stückes wird Fausts Seele ins Paradies gerufen. Gretchen war dagegen im Kerker gelandet und gestorben.
Während Goethe dem Opfer die Verantwortung zuweist, gibt die #meetoo-Bewegung dem Täter die Schuld. Um die Wahrheit zu erkennen, muss man aber die Psychologie der Beziehung von Mann und Frau differenziert betrachten. Die Rollen von Opfern und Tätern ändern sich im Laufe der Zeit. Wir sollten Vorverurteilungen vermeiden und die Ergebnisse der rechtlichen Verfahren abwarten.

### Moralvorstellungen der Katholischen Kirche
Man könnte argumentieren, dass die Kirche Faust erst möglich gemacht hat, vor allem die dunkle Seite des Fausts. So wie die Kirche auch das Mafia-System am Leben gehalten hat oder während der NS-Diktatur in Deutschland mit dem Regime kooperierte. Heinrich Heine sagte, Faust sei der Beginn einer kritischen Haltung gegenüber Religion und Kirche und der Beginn des wissenschaftlichen Zeitalters gewesen. Das „Faustische“ ist nicht nur ein Pakt zwischen Mephisto (Erfahrung) und Faust (Wissen), sondern auch eine Wette zwischen Gott (Dem Guten) und Mephisto (Dem Bösen). Da Gott keine Wette verlieren kann, – sonst wäre er ja fehlbar – akzeptiert er die moralisch fragwürdigen Entscheidungen, die Faust während seines Lebens trifft, so lange Faust nur weiter die Wahrheit sucht.
Als der Papst erkennt, dass der regierende Kaiser die Wirtschaft schädigt und dadurch die Steuereinnahmen der Kirche schmälert, finanziert er einen Gegenkaiser. Der Kaiser gewinnt den Krieg mit Hilfe von Mephisto und Faust und die Kirche erhält ihren Anteil in Form von Land und Steuern. Die Kirche bezieht ihre Macht aus dem Recht, den Kaiser zu benennen, und aus ihrem finanziellen Reichtum. Goethe nimmt Bezug auf die Gründung des Heiligen Römischen Reiches im 13. Jahrhundert, bei der vier Kurfürsten (Sachsen, Bayern, Schwaben und Franken) und der Erzbischof von Mainz den Kaiser wählten, der daraufhin vom Papst gekrönt wurde. Möglicherweise machte Goethe auch eine Anspielung auf den Wiener Kongress von 1815, bei dem das Feudalsystem und die feudalen Rechte der Kirche, die man ihr 1803 entzogen hatte, vorübergehend wieder in Kraft setzte, bis 1848 – nach Goethes Tod.

### Goethe und Draghi/Greenspan
Faust übernimmt in einem karnevalsähnlichen Mummenschanz am Hofe des Kaisers die Rolle des Plutus, des personifizierten Reichtums. Er sagt dem Kaiser noch größeren Wohlstand voraus. Mephisto wird Zentral-Banker und lässt die goldbasierte Währung von Papiergeld ablösen. Das muss man aus dem historischen Kontext von Goethes Zeit lesen. 1716 schlug der schottische Banker John Law vor, durch die Einführung von Papiergeld das Staatsdefizit auszugleichen. Der Versuch schlug 1720 fehl, aber das Papiergeld blieb bestehen und erleichterte die Entstehung des Bankenwesens. Im Faust erholt sich die taumelnde Wirtschaft schnell, aber nur vorübergehend. Denn da die Ausgaben alleine durch das Drucken von Geld finanziert werden, wächst das Staatsdefizit, bis es die Wirtschaft abzuwürgen droht. Dies veranlasst den Papst, einen Gegenkaiser zu unterstützen, der den inkompetenten Herrscher ablösen soll. Während die Regierung ein wirtschaftliches Debakel anrichtet, können viele einflussreiche Kurtisanen ihre Schulden mit Papiergeld begleichen und es zu großem Reichtum bringen. Der moderne, durch Aktiva abgesicherte Kapitalismus, ist geboren.
Dies macht Mephisto zum Vater von Greenspan und Draghi.

## Release
Der Film wurde am 2. Dezember 2019 als VOD auf online Streaming-Plattformen und danach als DVD gestartet.

### Rezeption
Stuart Jeffries schrieb im The Guardian "Humm’s Adaptation befasst sich mit Themen wie sexueller Belästigung, künstlicher Intelligenz, den beunruhigenden ethischen Auswirkungen des technologischen Fortschritts und dem Inhalt von Millionen von Kommentaren". Und Stewart Clarke bemerkt in der Variety, dass die aufgegriffenen Problematiken etwas über „die heutige Relevanz von Goethes Interpretation der deutschen Legende“ erzählen. In ihrer zum “Artikel der Woche” gekürten Kritik in der Financial Times nennt Suzi Feays das Werk „ausgefallen und grandios“. Und Jo Good bezeichnet das Ansehen des Films in einem Interview mit BBC Radio London als „absolute Pflicht“.
The Last Faust erhielt auf Rotten Tomatoes sehr positive Kritiken. Dylan Andersen von Film Threat gab dem Werk acht von zehn Punkten und schrieb: „Ob Sie nun gerne ins Theater gehen, Goethe verehren oder eine Einführung in den Faust-Mythos suchen, der Film wird all diese Wünsche erfüllen. Selbst jemand, der ihn nur zufällig sieht, wird Vergnügen daran haben“. Rich Cline, ein Rotten Tomatoes-Kritiker, der für Shadows on the Wall schreibt, gab dem Film drei von fünf Punkten und urteilt: „Humm und Ko-Regisseur/Kameramann Wieschermann erschaffen eine überwältigende Vielzahl von lebendigen Tableaus, um ihre Geschichte zu erzählen. Der Film wird ergänzt durch Gemälde, Fotografien, Skulpturen und ein illustriertes Buch. In anderen Worten: The Last Faust erscheint mehr als Museumsstück denn als Film. Es geht eher darum, den Zuschauer zu reizen und zu konfrontieren, als darum, eine kohärente Geschichte mit empathischen Figuren zu erzählen. Ja, das ist anstrengend, aber Humms völlig durchgeknallter Ansatz ist atemberaubend“.
Jane Foster von Britflicks lobt The Last Faust mit den Worten: „Wenn Sie Arthausfilme und den Faust mögen, oder wenn Sie ein Fan von Steven Berkoff sind, dann ist THE LAST FAUST ein Film für Sie. Alleine schon die herausragenden schauspielerischen Leistungen machen den Film sehenswert“. and Liselotte Vanophem merkt in OC movie an: „Es ist offensichtlich, dass ‚The Last Faust‘ mit großer Leidenschaft, Hingabe und Können gemacht wurde. Nicht alle werden das Ergebnis mögen, aber es ist ein seltsamer, einzigartiger, schöner und aussagekräftiger Film“. Wendy Attwell von Set the Tape gibt der Produktion drei von fünf Punkten und stellt fest: „Es handelt sich um eine faszinierende Interpretation. Zweifellos werden sich in den kommenden Jahren viele Literatur- und Theaterwissenschafts-Studenten damit befassen müssen – und davon ebenso verwirrt wie erhellt werden“. Ähnlich äußert sich Graeme Clark von The Spinning Image, der dem Film fünf von zehn Punkten gibt, und meint: „Drehbuchautor und Regisseur Philipp Humm zeigt mit dem Film eine eigene Handschrift im Stil eines Videokünstlers. Hierbei handelt es sich um eine Kunstform, die die moderne Technik nutzt, um ihre Bilder zu erschaffen und ihre Aussagen zu transportieren“.
Auch bei der deutschen Presse stieß der Film auf Beachtung. In einem Radiointerview mit dem Deutschlandfunk bezeichnete Ulrich Bierman den Film als Gesamtkunstwerk. Und Hans-Georg Rodek von der Zeitung Die Welt lobte Philipp Humm für den Einsatz von expressionistischen Hintergründen und dafür, etwas getan zu haben, was vor ihm noch kein Regisseur gewagt hatte.